# Cranioleuca vulpecula
A Cranioleuca vulpecula a madarak (Aves) osztályának verébalakúak (Passeriformes) rendjébe és a fazekasmadár-félék (Furnariidae) családjába tartozó faj.

## Rendszerezése
A fajt Philip Lutley Sclater és Osbert Salvin írták le 1866-ban, a Synallaxis nembe Synallaxis vulpecula néven.

## Előfordulása
Dél-Amerikában, Bolívia, Brazília, Ecuador és Peru területén honos. Természetes élőhelyei a szubtrópusi és trópusi síkvidéki esőerdők és cserjések, folyók és patakok környékén. Állandó nem vonuló faj.

## Megjelenése
Testhossza 14 centiméter, testtömege 17-21 gramm.

## Életmódja
Ízeltlábúakkal táplálkozik.

## Természetvédelmi helyzete
Az elterjedési területe nagy, egyedszáma pedig stabil. A Természetvédelmi Világszövetség Vörös listáján nem fenyegetett fajként szerepel.